# Cantonul Lescar, Gave et Terres du Pont-Long
Cantonul Lescar, Gave et Terres du Pont-Long este un canton francez din departamentul Pyrénées-Atlantiques.

## Istorie
Un nou decupaj teritorial al departamentului Pyrénées-Atlantiques a intrat în vigoare în 2015. Acesta a fost definit prin decretul din 25 februarie 2014, în aplicarea legilor din 17 mai 2013 (legea organică 2013-402 și legea 2013-403).
Cantonul Lescar, Gave et Terres du Pont-Long este format din comunele fostului canton Lescar. Acesta este situat în întregime în arondismentul Pau, iar centrul cantonal se află în Lons.

## Compoziție
- Lons (reședință)
- Arbus
- Artiguelouve
- Lescar
- Poey-de-Lescar
- Siros
- Uzein

## Date demografice
În 2021, cantonul avea 30.621 locuitori, înregistrând o  creștere cu +8,58% față de 2015 (Pyrénées-Atlantiques: +3,43%, Franța fără Mayotte: +5,44%).